# Evan Tanner
Evan Lloyd Tanner (11. února 1971 Amarillo, Texas, USA – 5. září 2008 poblíž Palo Verde, Kalifornie, USA) byl americký profesionální zápasník smíšených bojových umění, bývalý šampion UFC ve střední váze.

## Kariéra
Evan Tanner se stal šampionem UFC ve střední váze na turnaji UFC 51, když v prvním kole porazil Davida Terrella. Je považován za průkopníka MMA a jednoho z prvních zápasníků, kteří používali lokty jako účinnou úderovou techniku v pozici ground and pound. 
Zaznamenal významná vítězství nad bývalým šampionem UFC ve welterové váze Robbie Lawlerem, Kiumou Kuniokem, Heathem Herringem, Paulem Buentellem, Philem Baronim (2x), nebo Ikuhisou Minowou.

## Smrt
V srpnu roku 2008 oznámil, že se sám plánuje vydat na výlet do pouště Imperial County v Kalifornii. Poušt je zhruba hodinu cesty od San Diega.
Koupil si terénní motorku a 3. září 2008 vyrazil do pouštní oblasti západně od Palo Verde v Kalifornii, aby tam kempoval. Podle jeho manažera Johna Haynera Tanner toho odpoledne zavolal, že mu došel benzín a že se vrátí pěšky do kempu. To je v rozporu s pozdější zprávou, že jeho motorka byla nalezena v kempu. Údajně měl v úmyslu doplnit si láhve s vodou u pramene Clapp Spring, než se vydá zpět do svého kempu. Nevěděl, že pramen je obvykle vyschlý. V textové zprávě svému příteli napsal, že si myslí, že se do kempu dostane, pokud vyrazí později večer. Přátelům řekl, aby kontaktovali úřady, pokud se do rána neozve.
Druhý den ráno se neozval a jeho zmizení bylo nahlášeno a začalo pátrání. Jeho tělo bylo námořním vrtulníkem nalezeno 8. září 2008 poblíž Clapp Spring spolu s prázdnými lahvemi. Koroner určil čas smrti na období mezi pozdním večerem 4. září a časným ránem 5. září, ale jako oficiální datum smrti bylo zaznamenáno 8. září 2008.
Podle vojenského článku byl jeho motocykl v táboře a mezi jeho zásobami bylo dostatek vody. Policie uvedla jako příčinu smrti přehřátí organismu.